# ジョエル・マクリー
ジョエル・マクリー（Joel Albert McCrea, 1905年11月5日 - 1990年10月20日）は、アメリカ合衆国の俳優。カリフォルニア州ロサンゼルス郡サウスパサデナ出身。
スタントマンやエキストラとして働いたのち、1929年にMGMと契約し、『The Jazz Age』に主演。翌1930年にRKOに移籍、主に西部劇映画を中心に二枚目スターとして活躍した。
女優フランシス・ディーとの間に3人の子供をもうけ、このうち長男ジョディ・マクリーも俳優になった。
1990年10月20日、肺炎のため死去、84歳。

## 主な出演作品

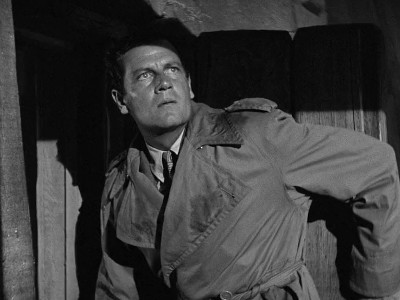
『海外特派員』でのマクリー

- イバニエスの激流 Torrent (1926) ※スタント
- 南海の劫火 Bird of Paradise (1932)
- 猟奇島 The Most Dangerous Game (1932)
- ダイナマイト Dynamite (1940)
- 街のをんな Girls About Town (1931)
- 仕事と趣味 Business and Pleasure (1932)
- 火の翼 The Lost Squadron (1932)
- 世界一の金持娘 The Richest Girl in the World (1934)
- 白い友情 Private Worlds (1935)
- バーバリー・コースト Barbary Coast (1936)
- 私のテンプル Our Little Girl (1935)
- 膝にバンジョー Banjo on My Knee (1936)
- この三人 These Three (1936)
- 幸福は空から Two in a Crowd (1936)
- マンハッタン夜話 Adventure in Manhattan (1936)
- 大自然の凱歌 Come and Get It (1936)
- 紐育の顔役 Internes Can't Take Money (1937)
- デッドエンド Dead End (1937)
- 新天地 Wells Fargo (1937)
- 大平原 Union Pacific (1939)
- かれらに音楽を They Shall Have Music (1939)
- 桜草の丘 Primrose Path (1940)
- 海外特派員 Foreign Correspondent (1940)
- サリヴァンの旅 Sullivan's Travels (1941)
- パームビーチ・ストーリー The Palm Beach Story (1942)
- 陽気なルームメイト The More the Merrier (1943)
- 西部の王者 Buffalo Bill (1944)
- 偉大なる瞬間 The Great Moment (1944)
- 落日の決闘 The Virginian (1946)
- 復讐の二連銃 Ramrod (1947)
- セントルイス South of St. Louis (1949)
- 死の谷 Colorado Territory (1949)
- スパイ Rough Shoot (1952)
- 法律なき町 Wichita (1955)
- 最初のテキサス人 The First Texan (1956)
- 開拓者の血闘 The Oklahoman (1957)
- 見知らぬ渡り者 The Tall Stranger (1957)
- 皆殺し砦 Fort Massacre (1958)
- 峡谷の対決Cattle Empire (1958)
- ダッジ・シティ The Gunfight at Dodge City (1959)
- 昼下りの決斗 Ride the High Country (1962)
- アドベンチャー・カントリー Mustang Country (1976)